# Altenheim (Neuried)
Altenheim ist ein Ortsteil von Neuried. Zu Altenheim gehören das Dorf Altenheim, das Gehöft Rohrburger Mühle und die Wohnplätze Altenheimer Mühle und Rheinwärterhaus.

## Geographie
Altenheim liegt in der Oberrheinischen Tiefebene direkt am Rhein und damit an der deutsch-französischen Grenze, genau in der Mitte zwischen Kehl und Lahr, nur wenige Kilometer südlich von Straßburg, wenige Kilometer von Offenburg entfernt. Im Ortsteil lag das abgegangene Schloss Waseneck.
Die Gemarkung Altenheim grenzt im Norden an Goldscheuer, im Osten an Schutterwald, Müllen und Dundenheim, im Süden an Ichenheim und im Westen an den Rhein und somit an Frankreich.

## Geschichte
Erstmals urkundlich erwähnt wurde Altenheim 888 und ist somit der älteste Ortsteil von Neuried.

### Frühe Neuzeit
Im Jahr 1567 wurde die Reformation eingeführt. Mindestens seit dem Jahr 1572 besteht die Fischerzunft.
Im Holländischen Kriegs kam es am 1. August 1675 zum Gefecht bei Altenheim, als die französischen Truppen bei ihrem gescheiterten Feldzug am Oberrhein nach der verlorenen Schlacht bei Sasbach am 27. und 28. Juli und dem ebenfalls verlorenen Gefecht bei Goldscheuer am selben Tag, dem 1. August, in Richtung der Rheinbrücke von Altenheim flohen. Auch im Gefecht bei Altenheim siegten die kaiserlichen Truppen unter Führung von Raimondo Montecuccoli. Die Franzosen zogen sich in den Elsass zurück. 1677 kehrten die Franzosen zurück. Altenheim wurde – mit Ausnahme von wenigen Gebäuden – niedergebrannt.

### 19. und 20. Jahrhundert
Altenheim wechselte in seiner Geschichte oft den Besitzer, bis es 1803 badisch wurde. Bei der Badischen Revolution 1848 schlossen sich 75 Bürger zu einer Bürgerwehr zusammen und man rückte nach Rastatt aus, dies war jedoch schon von Preußen besetzt. Danach wurde auch Altenheim von Preußen besetzt.
Dem Ersten Weltkrieg fielen über 90 Altenheimer zum Opfer. Nach dem Ersten Weltkrieg wurde Altenheim von Frankreich besetzt und gehörte zum Brückenkopf Kehl. Im Zweiten Weltkrieg wurden viele Bomben über Altenheim abgeworfen und man stand unter Artilleriebeschuss. Dem Krieg fielen über 170 Altenheimer zum Opfer. Am 3. April 1945 wurde die Weinbrennerkirche völlig zerstört. Altenheim gehörte bis 1972 zum Landkreis Kehl. Am 1. Januar 1973 wurde Altenheim mit den Gemeinden Ichenheim, Dundenheim und Müllen zur Gemeinde Neuried zusammengeschlossen.

## Demographie
Einwohnerzahlen nach dem jeweiligen Gebietsstand.
| Jahr | Einwohnerzahl |
| ---- | ------------- |
| 1805 | 1.000         |
| 1814 | 1.329         |
| 1834 | 1.325         |
| 1864 | 2.120         |
| 1913 | 2.648         |
| 1961 | 2.455         |
| 1970 | 2.732         |

## Politik
Altenheim bildet im Sinne der baden-württembergischen Gemeindeordnung eine Ortschaft mit eigenem Ortschaftsrat und Ortsvorsteher als dessen Vorsitzender.

## Partnerschaften
Am 24. Januar 2022 ist die elsässische Gemeinde Plobsheim offiziell eine Partnerschaft mit dem Ortsteil Altenheim eingegangen.

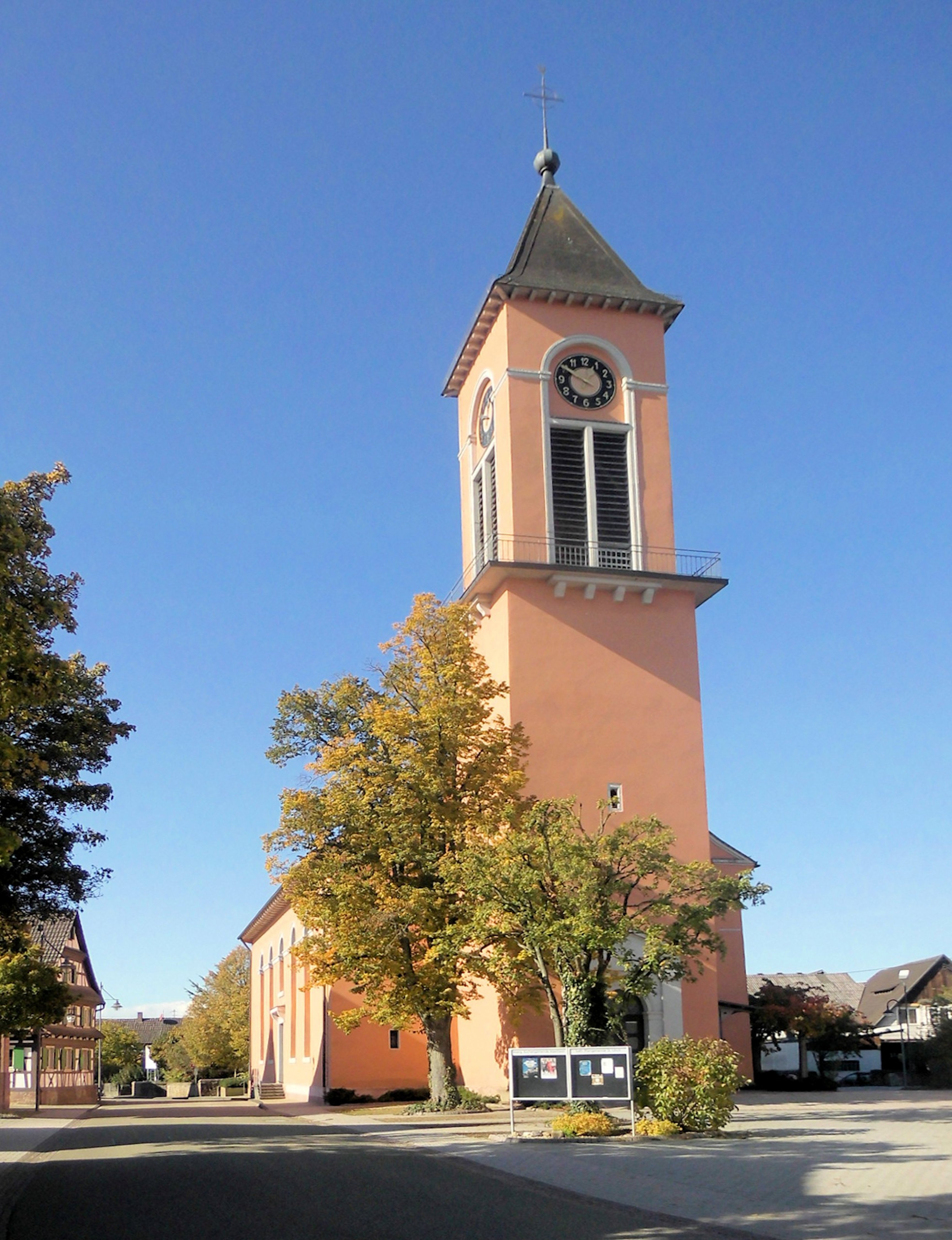
Friedenskirche

## Kultur und Sehenswürdigkeiten

### Bauwerke
- Evangelische Friedenskirche

Die evangelische Friedenskirche wurde von Friedrich Weinbrenner selbst entworfen und im Jahre 1813 gebaut und nach Zerstörungen im Zweiten Weltkrieg wiederhergestellt. Das Bauwerk zählt zu den schönsten klassizistischen Kirchen in Baden. Zwischen ihren stiltypischen glatten und schmuckarmen Fassaden und der Umgebung feingliedriger Fachwerkhäuser entspinnt sich ein spannungsvoller Kontrast. Die Kirche wurde von 2004 bis 2006 innen umfassend saniert und erhielt eine neue Orgel mit 30 Registern auf zwei Manualen und Pedal aus der Orgelbauwerkstatt Karl Göckel nach Plänen von Markus Artur Fuchs und Christoph Manuel Beysser.

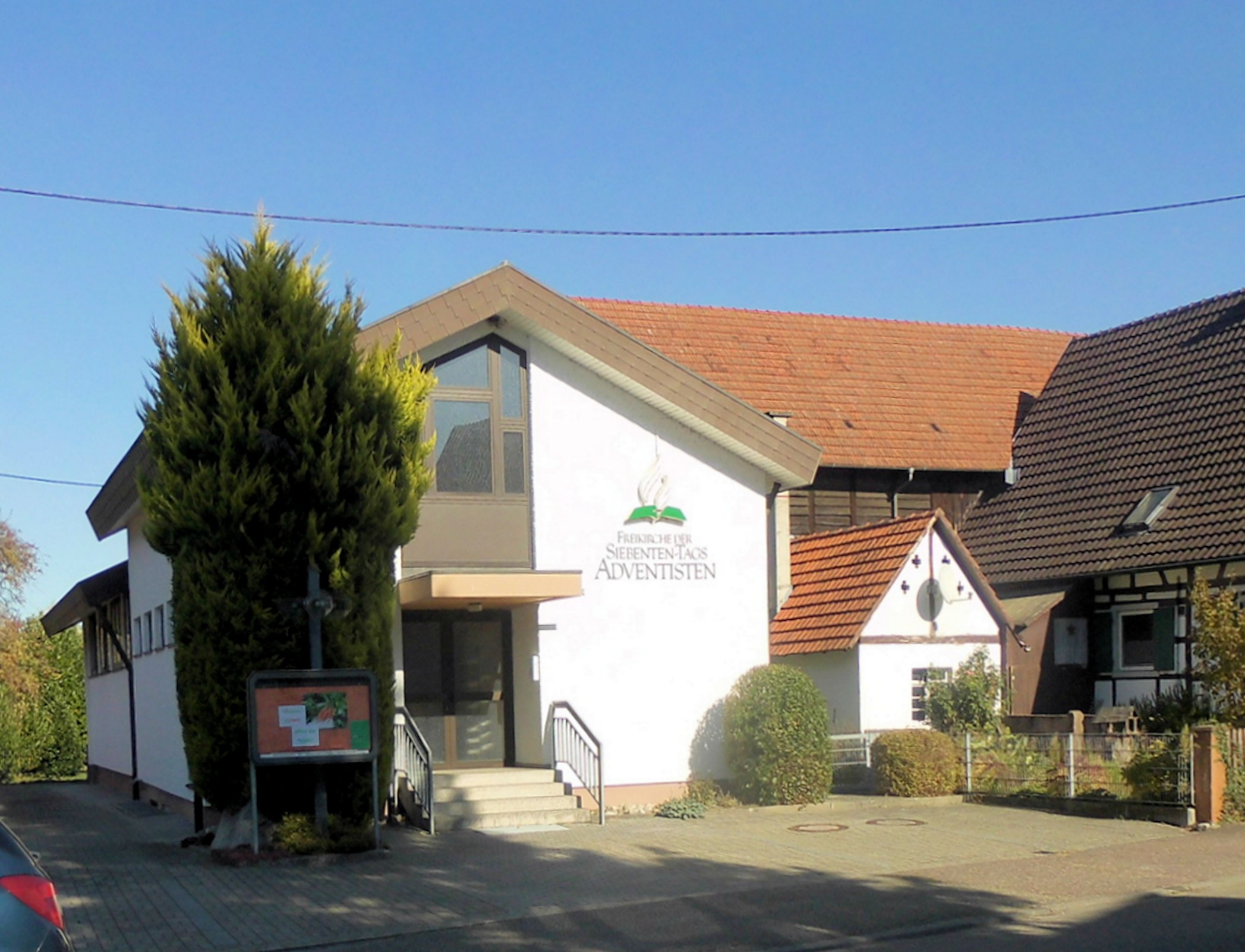
Freikirche der Siebenten-Tags-Adventisten

- Freikirche der Siebenten-Tags-Adventisten
- Museumsbunker Emilie

Auf dem Gebiet von Altenheim steht der Museumsbunker Emilie, der ein Teil des Westwalls und ein Bauwerk des Typs „Regelbau 11“ war. Er wurde im Jahre 1938 erbaut zur Bewachung des Hinterlandes, um einen Angriff auf Offenburg zu unterbinden. Im Bunker konnten 27 Soldaten in zwei Mannschaftsräumen Dienst tun. Der Bunker verfügte zudem über zwei Gasschleusen, eine Eingangsverteidigung und einen separat begehbaren Kampfraum. Die Bewaffnung bestand aus 2 MG 34 auf Lafette und 2 MG bei den Soldaten in Schützengräben um den Bunker. Die Deckenstärke beträgt 2 Meter. Der Bunker war als Wohnhaus getarnt, indem während der Kriegszeit eine Frau, „Emilie“, Unterschlupf fand. Nach dem Krieg mit Beton verfüllt, wurde der Bunker 1990 von den neuen Besitzern wieder geleert und als Motorradclubhaus genutzt. Seit Ende 2009 dient er als Museum.
- Europäisches Forum am Rhein

Im Nordwesten von Altenheim befindet sich das 2019 eröffnete Europäische Forum am Rhein.

### Naherholung

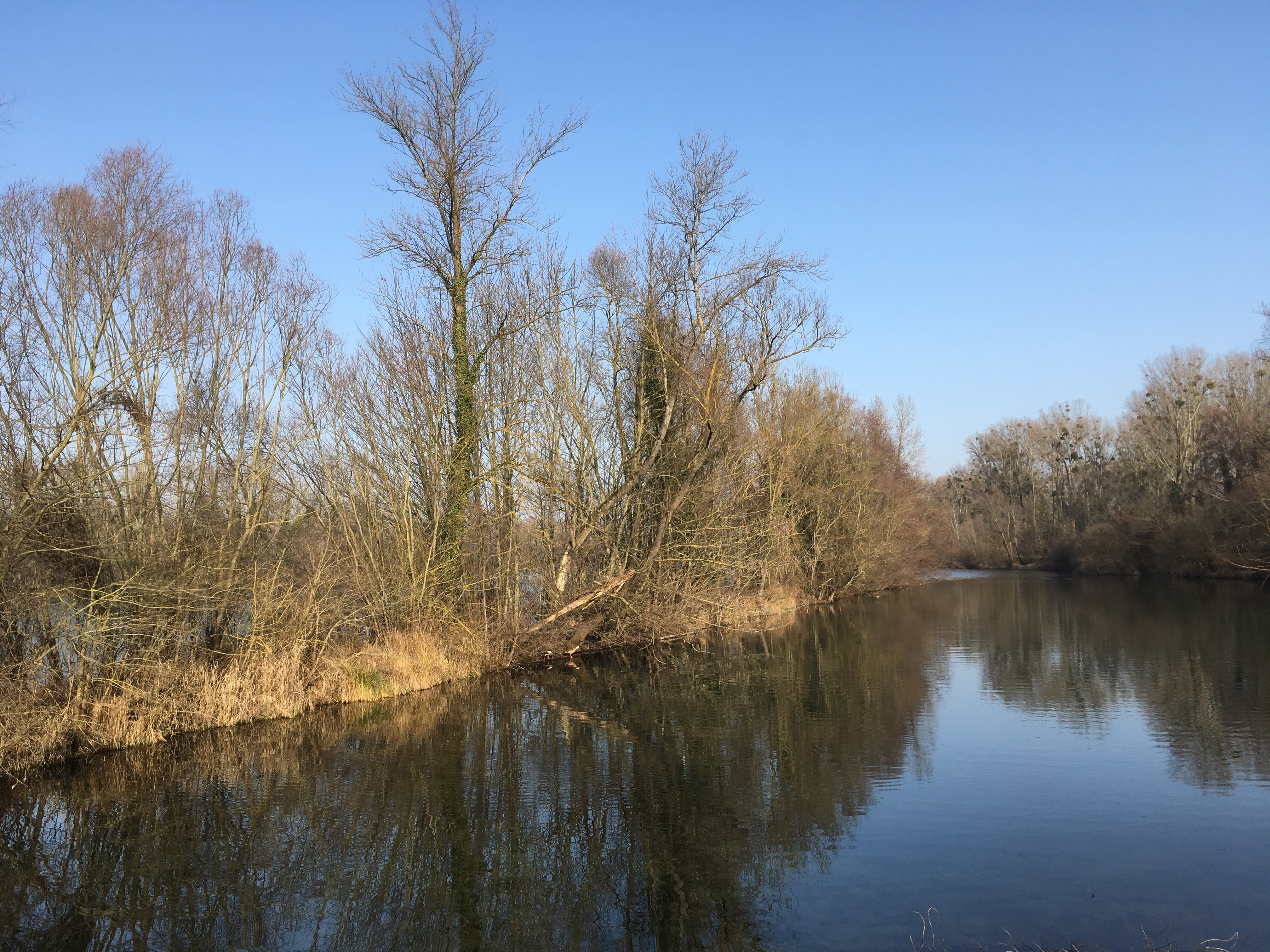
Altrhein in Altenheim

Seit 2014 gibt es im Norden von Altenheim den 2,5 km langen Auenwildnispfad durch die Rheinauen.

## Wirtschaft und Infrastruktur

### Bildung
In Altenheim gibt es drei evangelische Kindergärten. Zudem gibt es mit der Johann-Henrich-Büttner-Schule eine Grund- und Hauptschule.

### Verkehr
Altenheim wurde vom 1. April 1898 bis 1959 durch die Mittelbadische Eisenbahn bedient. Gegenwärtig gibt es keinen Anschluss an das deutsche Schienennetz mehr.
Altenheim wird von der L 75 in Nord-Süd-Richtung durchquert.

## Söhne und Töchter des Ortes
- Brigitte Tast (* 1948), Foto- und Performancekünstlerin